# Arroyo Mataojo Chico
Der Arroyo Mataojo Chico ist ein Fluss im Nordwesten Uruguays.
Er entspringt an der Grenze des Departamento Salto zum Departamento Tacuarembó in der Cuchilla de Haedo westlich der Quelle des Arroyo Laureles. Von dort fließt er in nordwestliche Richtung, tangiert auf seinem Weg den Ort Fernández in dessen Nordosten und mündet als linksseitiger Nebenfluss in den Río Arapey.